# Sân bay Quatro de Fevereiro
Sân bay Quatro de Fevereiro (IATA: LAD, ICAO: FNLU) là một sân bay ở Luanda, thủ đô của Angola.
Năm 2004, sân bay này phục vụ 742.629 lượt khách.

## Sự cố và tai nạn

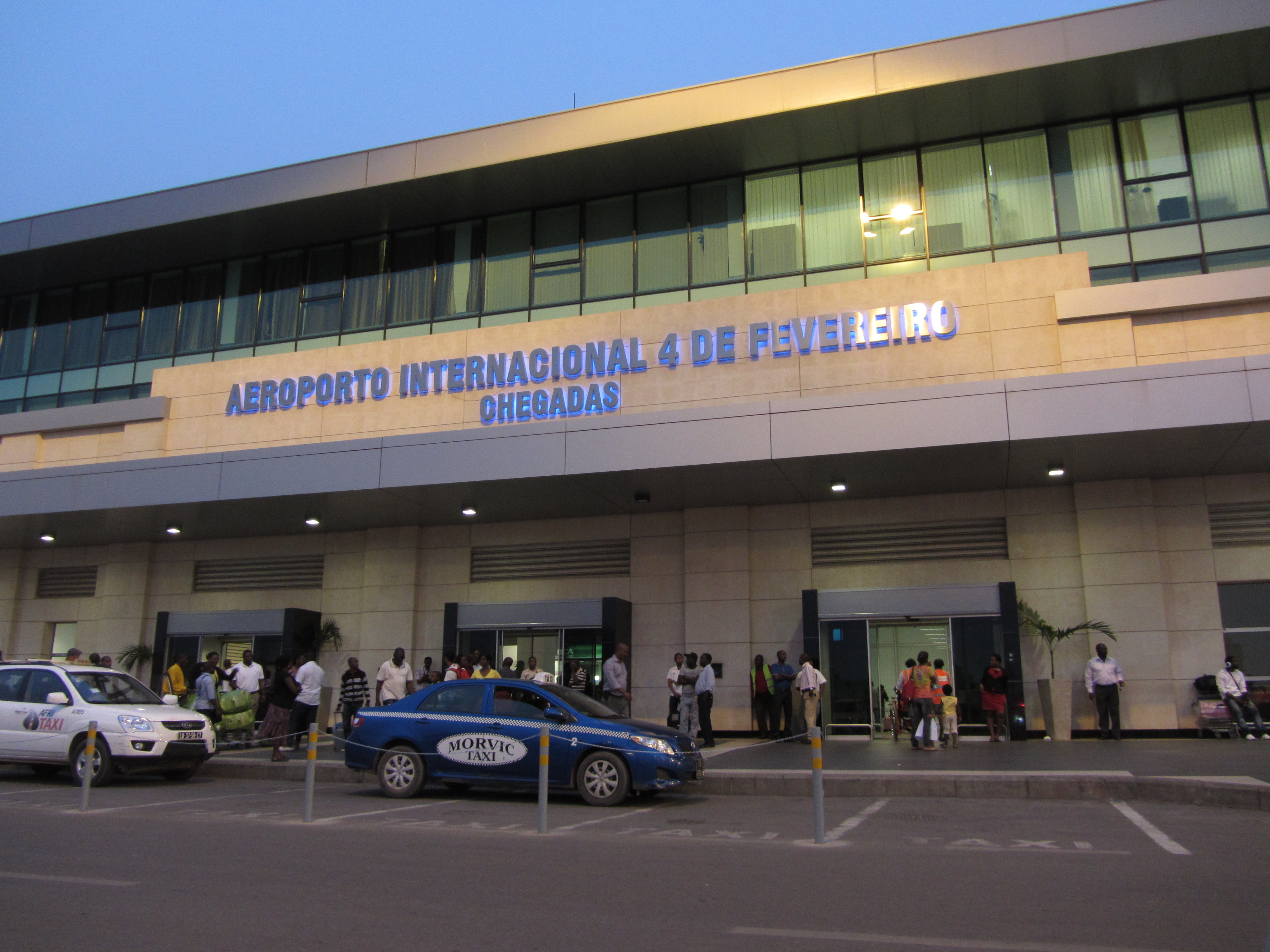
Nhà ga chính năm 2006

Ngày 12 tháng 2 năm 2000, máy bay Boeing 727 vận tải hàng hóa của hãng Transafrik đã rơi khi hạn cánh ở đây.
Ngày 25 tháng 5 năm 2003, Boeing 727-223 với số đăng ký N844AA, một chiếc máy bay đỗ ở đây hơn 1 năm đã bị mất cắp một cách bí ẩn.

## Các hãng hàng không và các tuyến điểm
- Aeroflot (Moscow-Sheremetyevo, Jeddah)
- Air France (Paris-Charles de Gaulle)
- Air Gemini (M'Banza Congo, Benguela, Cabinda, Dundo, Huambo, Lubango, Lucapa, Luena, Malange, Menongue, Namibe, Ondjiva, Saurimo, Soyo, N'Zagi)
- Air Namibia (Windhoek)
- British Airways (London-Heathrow)
- Brussels Airlines (Brussels)
- Cubana (La Habana) [thời vụ]
- Diexim Expresso
- Ethiopian Airlines (Addis Ababa)
- Hainan Airlines (Beijing, Dubai)
- Lufthansa (Frankfurt)
- Sonair (Benguela, Cabinda, Catumbela, Huambo, Lubango, Ondjiva, Soyo)
- South African Airways (Johannesburg)
- TAAG Angola Airlines (Accra, Addis Ababa, Bangui, Beijing, Brazzaville, Cabinda, Catumbela, Dubai, Dundo, Harare, Huambo, Johannesburg, Kinshasa, Lisbon, Lubango, Luena, Lusaka, Malanje, M'Banza Congo, Menongue, N'djamena, Namibe, Ondjiva, Paris, Pointe Noire, Rio de Janeiro-Galeao, Sal, São Tomé, Soyo, Salvador da Bahia, Saurimo, Windhoek)
- TAP Portugal (Lisbon)